# Les Maîtresses

Les Maîtresses est un film à caractère pornographique réalisé par Claude Bernard-Aubert sous le pseudonyme de Burd Tranbaree en 1978

## Synopsis
Jean-Philippe vit en colocation avec Lucien, ce dernier à l'habitude de claquer la porte aux différents démarcheurs qui sonnent à sa porte, c'est ainsi qu'il rabroue Catherine, il tente en vain d'aller la rechercher, mais quand il revient chez lui il la retrouve. C'est Jean-Philippe qui aussi dragueur que son ami, l'a récupéré. Ce dernier se débrouillera pour faire venir des femmes dans leur appartement sous différents prétextes : une factrice, une démonstratrice en tissu d'intérieur et un duo de masseuse. À la fin il donnera une fête rassemblant toutes ces dames ainsi que deux autres, et tout cela se terminera en une immense partie.

## Fiche technique
- Titre : Les Maîtresses
- Titres alternatifs : Je crie... je jouis,/Voluptés secrètes
- Réalisateur : Claude Bernard-Aubert sous le pseudonyme de Burd Tranbaree
- Production : Claude Bernard-Aubert, Francis Mischkind, Shangrila Productions, FFCM
- Pays :  France
- Langue : français
- Date de sortie : 
  -  France : 25 octobre 1978[1]
- Durée: 71 min
- Genre : pornographique

## Distribution
- Richard Allan: Lucien
- Guy Royer : Jean-Philippe
- Lucie Doll (Claire Brogniart) :  Catherine la démarcheuse
- Karine Gambier : La factrice
- Erika Cool : La démonstratrice en tissu d'intérieur
- Liliane Lemieuvre : Une masseuse
- Céline Galone : Une invitée
- Morgane (Mariane Fournier) : Une invitée
- Élisabeth Buré : (créditée au générique mais n'apparaissant pas dans le film)

## Autour du film
- Malgré la faiblesse du scénario, le film connut un certain succès dans les salles spécialisées en raison de la présence de Karine Gambier et de la très longue partouze (environ 30 minutes) concluant le film en impliquant sept femmes et deux hommes.
- Le film est ressorti chez Alpha France dans un DVD comportant également Les Femmes mariées et Les Esclaves sexuelles en 2010